# Jean Tirole
Jean Marcel Tirole (* 9. srpna 1953 Troyes) je francouzský profesor ekonomie. Zabývá se organizací průmyslu, teorií her, bankovnictvím, mezinárodními financemi a psychologií. Řeší regulace v ekonomice a to tak, aby nebrzdily inovace a pomáhaly udržovat férová pravidla. 
| „                                                               | Mnozí mají pocit, že svět je kořistí soukromých zájmů, které neznají soucit ani slitování. | “ |
| — Jean Marcel Tirole v Hyde Parku Civilizace na ČT24 16.10.2022 |                                                                                            |   |

Za svou analýzu tržní síly a regulace velkých společnost obdržel Nobelovu cenu za ekonomii pro rok 2014.

## Vzdělání
O studiu ekonomie začal ale uvažovat, až ve svých jednadvaceti letech. 
„Když mi bylo 21, tak jsem objevil tenhle obor, který je velmi rigorózní, ale zároveň je to pořád společenská věda. Je tam hodně toho lidského aspektu, a to bylo pro mě důležité. Tak jsem si začal uvědomovat, že to může být zajímavé, a to že jsem byl matematik mi hrozně pomohlo."
Jean Marcel Tirole v Hyde Parku Civilizace na ČT24 16.10.2022 
Jean Tirole získal vysokoškolské vzdělání na École Polytechnique v Paříži v roce 1978 a na École nationale des ponts et chaussées, taktéž v Paříži v roce 1978, a obhájil doktorát z matematiky v oblasti teorie rozhodování na Paris Dauphine University v roce 1978. 
V roce 1981, obdržel Ph.D. na Massachusetts Institute of Technology za svou práci Eseje o ekonomické teorii (Essays in economic theory), přičemž vedoucím jeho práce byl Eric Maskin. 

## Kariéra
Tirole je předseda představenstva Nadace Jeana-Jacquese Laffonta na Toulouse School of Economics. Po obdržení Ph.D. na MIT v roce 1981, pracoval jako výzkumník na Écolé nationale des ponts et chaussées do roku 1984. V letech 1984 až 1991 byl profesorem ekonomie na MIT. V letech 1994 až 1996 byl profesorem ekonomie na École Polytechnique. Byl prezidentem Ekonometrické společnosti v roce 1998 a Evropské ekonomické asociace v roce 2001. Je stále spjat – jako hostující profesor – s MIT.

## Ocenění
Jean Tirole obdržel Nobelovu cenu za ekonomii pro rok 2014. Dále je nositelem řady ocenění. Od roku 1993 je čestným členem Americké ekonomické asociace a Americké akademie umění a věd. Byl také na stážích jako Sloan Fellow (1985) a Guggenheim Fellow (1988). Je jedním z nejvlivnějších světových ekonomů podle IDEAS/RePEc. Mimo jiné je nositelem Zlaté medaile město Toulouse (2007) a rytířem Řádu čestné legie. Je nositelem následujících čestných doktorátů: Université libre de Bruxelles (1989), London Business School (2007), University of Montreal (2007), University of Mannheim (2011), Athens University of Economics and Business (2012), University of Rome Tor Vergata (2012), University of Lausanne (2013).

## Publikace
Tirole uveřejnil okolo 200 odborných článků v oblasti ekonomie a financí a vydal 10 knih v angličtině (žádná z jeho knih dosud nebyla přeložena do češtiny).